# AirPods Max

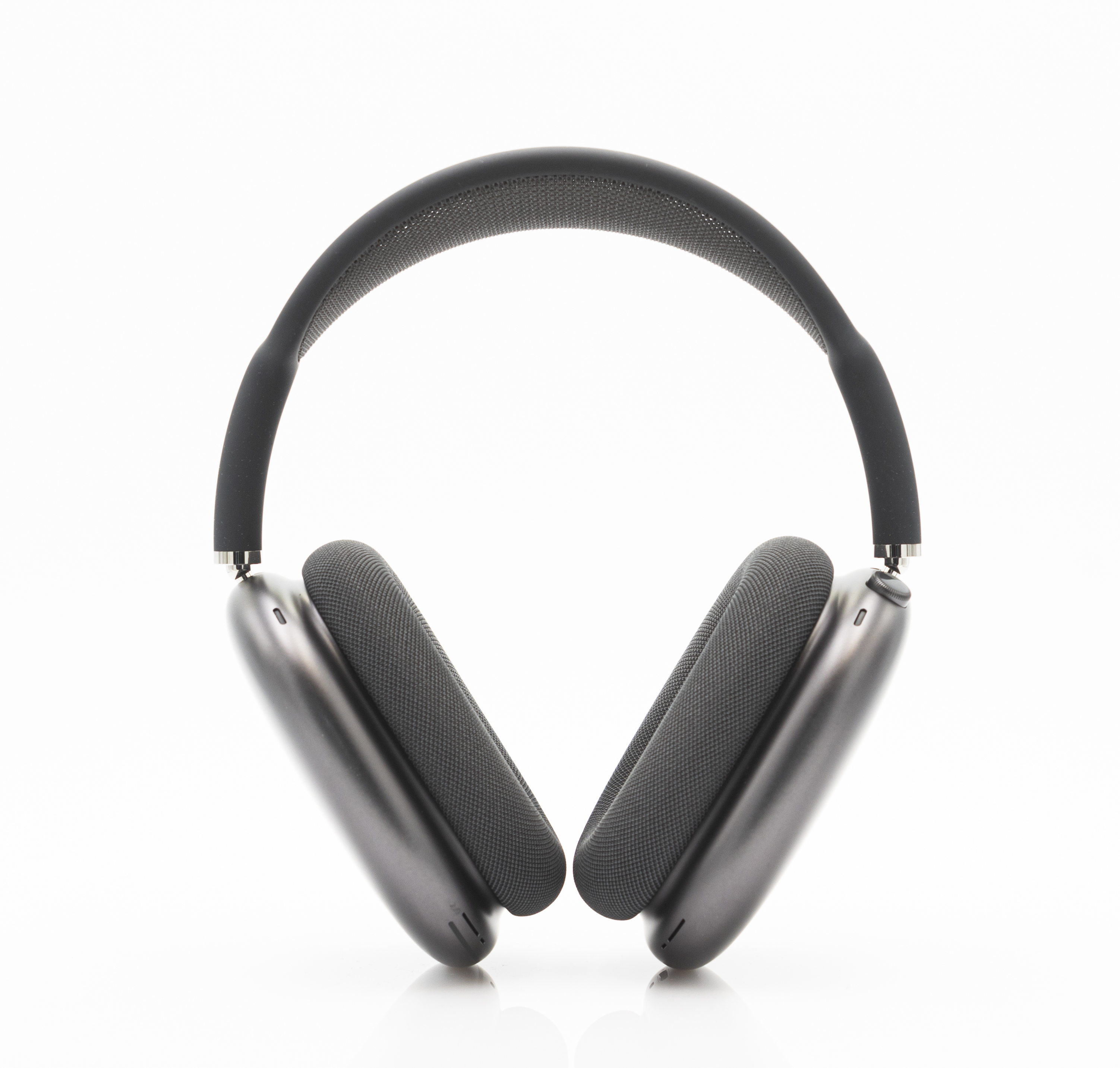
Le AirPods Max

Le AirPods Max sono cuffie sovraurali bluetooth ad archetto prodotte da Apple a partire dal 2020. Presentano  cancellazione attiva del rumore e un design minimalista, con padiglioni in alluminio e un archetto in tela. I principali vantaggi delle AirPods Max rispetto agli AirPods Pro sono il design over-ear con altoparlanti più grandi, l'inclusione della corona digitale di Apple, più opzioni di colore e una maggiore durata della batteria.

## Storia
Apple ha annunciato gli AirPods Max l'8 dicembre 2020 sul sito Web e li ha commercializzati a partire dal 15 dicembre 2020.
Usano il chip H1, che si trova anche negli AirPods Pro e negli AirPods di seconda generazione. Gli AirPods Max, come gli AirPods Pro, sono dotati della tecnologia di cancellazione attiva del rumore di Apple per bloccare i rumori esterni e della modalità Trasparenza per ascoltare i suoni intorno a te. La "corona digitale", simile a quella dell'Apple Watch, consente agli utenti di riprodurre o mettere in pausa l'audio, controllare il volume, saltare le tracce, controllare le telefonate e attivare Siri. I sensori di prossimità rilevano automaticamente quando sono sulla testa di un utente e riproducono o mettono in pausa l'audio di conseguenza. L'audio spaziale utilizza giroscopi e accelerometri incorporati per monitorare il movimento della testa dell'utente e fornire ciò che Apple descrive come un'esperienza "simile a un teatro".
Apple dichiara 20 ore di durata della batteria, con una ricarica di cinque minuti che offre 1,5 ore di ascolto. Gli AirPods Max vengono caricati tramite il connettore Lightning. Il connettore Lightning può essere utilizzato anche per l'audio line-in con l'acquisto di vari adattatori.
Apple fornisce una "custodia intelligente" per riporre gli AirPods Max.
AirPods Max è disponibile in cinque colori: grigio siderale, argento, azzurro, verde e rosa. Gli utenti possono scegliere tra questi cinque colori separatamente per i cuscinetti auricolari e il telaio esterno per un totale di 25 combinazioni di colori (o 125 se si utilizzano due diversi colori di cuscinetti auricolari).

## Compatibilità
Apple ha dichiarato che AirPods Max sarebbe compatibile con iOS 14.3, iPadOS 14.3, watchOS 7, tvOS 14 e macOS Big Sur. A partire dal 7 gennaio 2021, AirPods Max non sarà supportato o offrirà un supporto limitato sulle versioni precedenti del software Apple.

## Progettazione

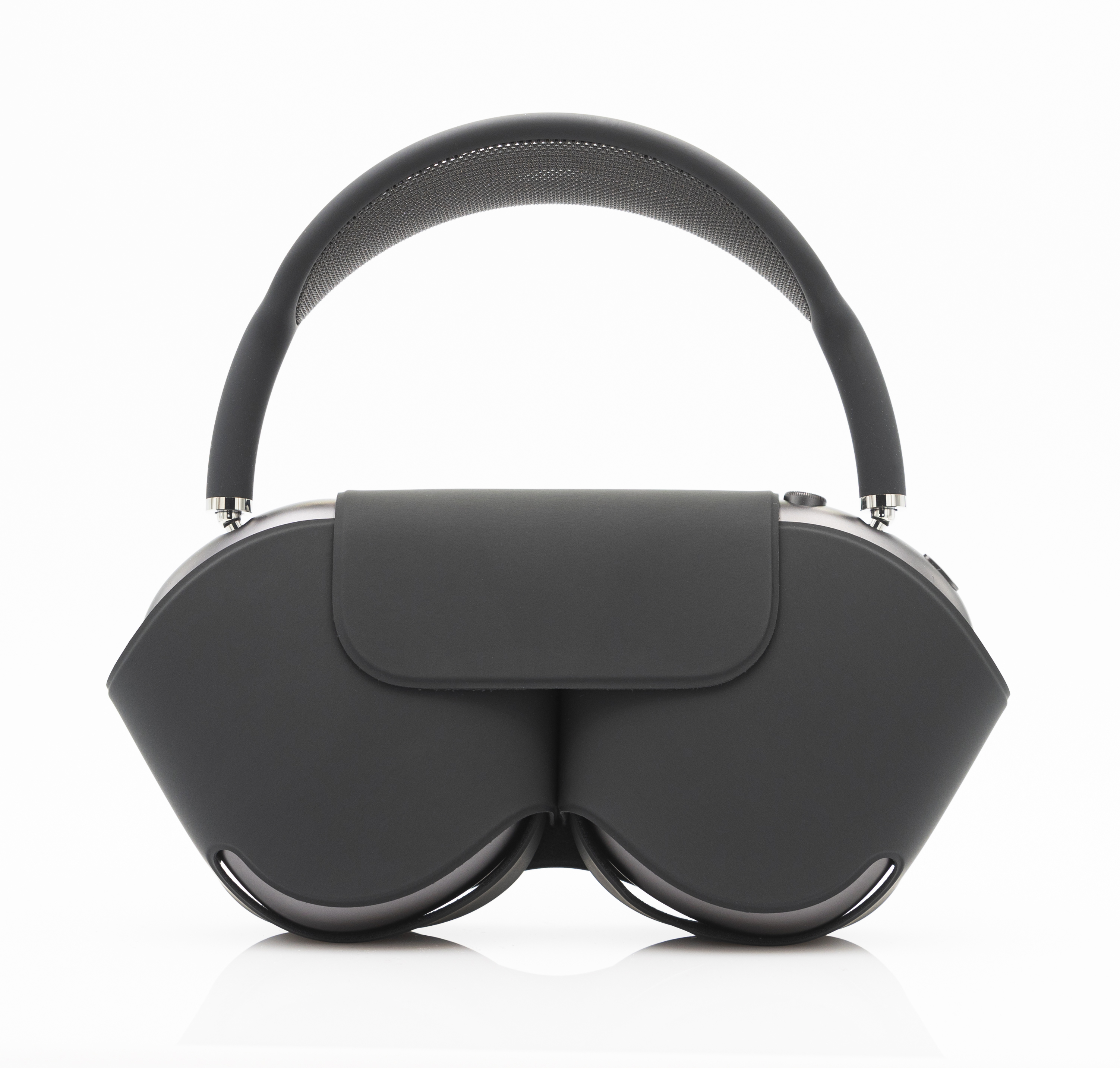
AirPods Max con la Smart Case

Il design di AirPods Max Smart Case è stato deriso dai revisori di tecnologia, insieme agli utenti su Twitter, per la sua somiglianza con quella di un reggiseno o di una borsa. Il giornalista Daniel Piper di Creative Bloq afferma "se non siamo del tutto convinti dal design degli AirPods Max stessi, siamo assolutamente sconcertati da quello della loro 'Smart Case' di ricarica. La forma ricorda, beh, molte cose, da borse a parti del corpo."

### Difetto
Numerose persone hanno riferito che la condensa può accumularsi vicino ai driver delle cuffie chiuse dopo un uso prolungato sotto i padiglioni auricolari rimovibili. Si sospetta che la causa principale sia il suo corpo completamente in metallo che ha naturalmente una conduttività termica dipendente dalla temperatura.